# Alces (Carpetania)
Alces fue una mansio de Hispania Tarraconense, situada en la Carpetania de cuya existencia se tiene constancia desde el siglo III gracias la información transmitida por el denominado Itinerario de Antonino, en concreto, al detallar la vía Per Lusitaniam ab Emerita Caesarea Augusta a su paso por la actual provincia de Ciudad Real, tras la población de Laminio.

Mapa de los territorios tribales prerromanos de Castilla-La Mancha y Madrid. Alce (destacado en color azul) se situaba en el extremo suroriental de Carpetania cerca de Cértima.

## Teorías sobre su ubicación actual

Mapa con detalle parcial de la campaña de Graco (179 a. C.). Se indican los ataques desde su campamento establecido junto a Cértima.

Mapa de los territorios prerromanos en Hispania con indicación de diversas hipótesis para la localización de Alce fuera de la zona entre las actuales provincias de Toledo y Ciudad Real

### Paraje de La Hidalga (Campo de Criptana)

Mapa de localización de Alces en los alrededores de Campo de Criptana

Imagen publicada en 1904 por Pierre Paris de una figura de bronce de época romana localizada y catalogada por el arqueólogo José Ramón Mélida en Campo de Criptana. Esta especie de ídolo se utilizó como pesa en una balanza romana